# Festuca michaelis
Festuca michaelis är en gräsart som beskrevs av Consuelo Cebolla och Rivas Ponce. Festuca michaelis ingår i släktet svinglar, och familjen gräs.
Artens utbredningsområde är Spanien. Inga underarter finns listade i Catalogue of Life.